# Ashley Tisdale

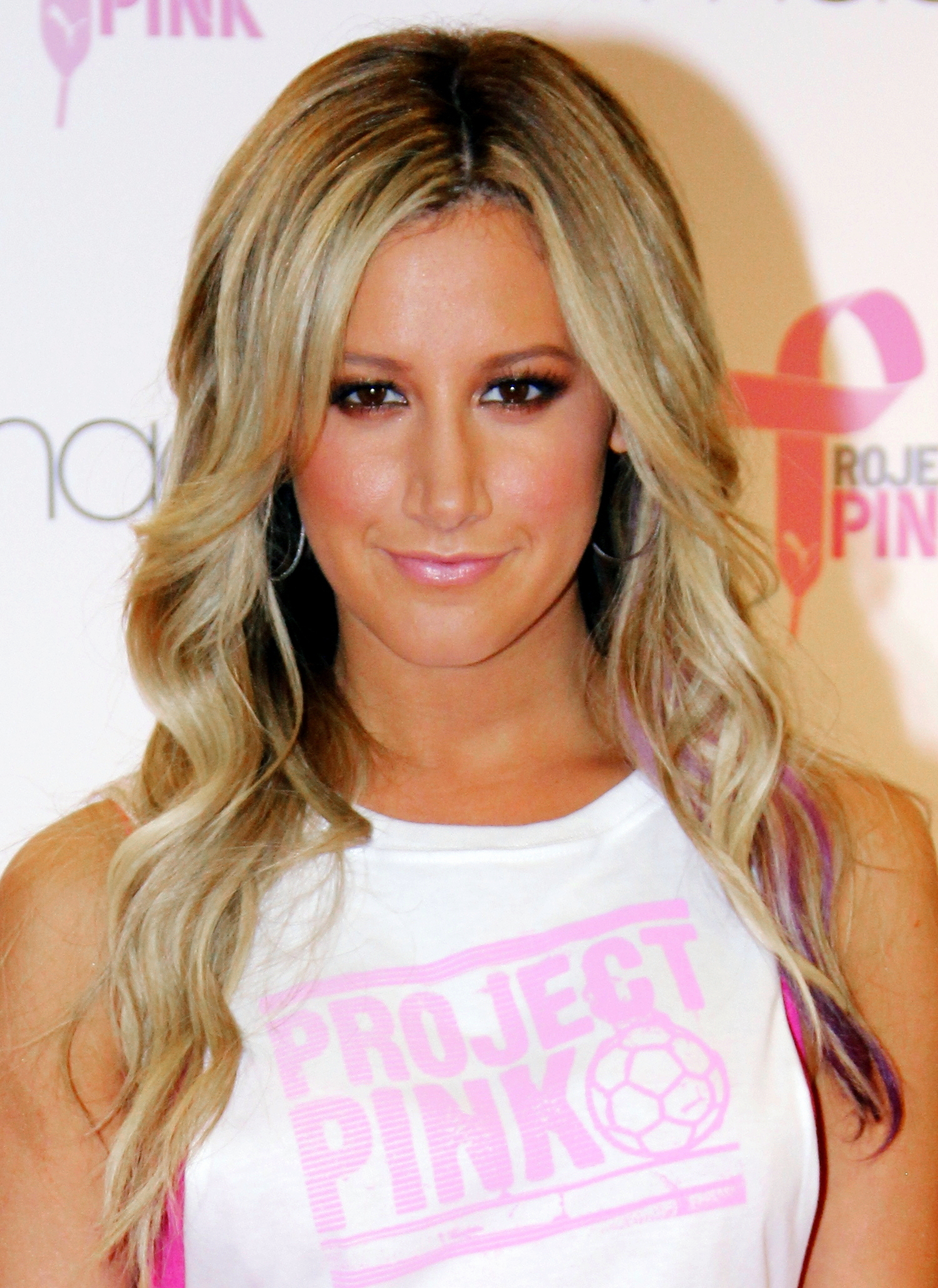
Ashley Tisdale (2012)

Ashley Michelle Tisdale (* 2. Juli 1985 in West Deal, Monmouth County, New Jersey) ist eine US-amerikanische Schauspielerin, Sängerin und Synchronsprecherin. Internationale Bekanntheit erlangte sie durch die Rolle der Maddie Fitzpatrick in der Disney-Channel-Fernsehserie Hotel Zack & Cody (2005–2008) sowie durch die Rolle der Sharpay Evans in High School Musical (2006), High School Musical 2 (2007) und High School Musical 3: Senior Year (2008).

## Leben
Ashley Michelle Tisdale wurde am 2. Juli 1985 in Monmouth County, New Jersey geboren. Ihre Eltern sind Lis Tisdale, geb. Morris, und Mike Tisdale. Sie wuchs in Ocean Township auf und hat eine vier Jahre ältere Schwester namens Jennifer Tisdale, die ebenfalls als Schauspielerin tätig ist. Ihr Großvater mütterlicherseits ist Arnold Morris, der Entwickler von Ginsu Knives. Ihre Mutter ist jüdisch und Tisdale betrachtet sich selbst auch als jüdisch. Entdeckt wurde sie in einem Einkaufszentrum von Bill Perlman, ihrem aktuellen Manager, als sie drei war. Sie spielte in fast 100 Werbespots mit.
Im Alter von acht Jahren spielte sie eine tragende Rolle in dem Broadway-Musical Les Misérables und tourte um die ganze Welt mit dem Musical Annie. Sie spielte unter anderem in den Bühnenproduktionen Gypsy: A Musical Fable und The Sound of Music am jüdischen Gemeinschaftszentrum von Monmouth County. Erst durch die Serie Hotel Zack & Cody (2005–2008) und die Filmreihe High School Musical (2006–2008) gelang ihr der Durchbruch.
Am 8. September 2014 heiratete sie ihren langjährigen Freund, den Musiker Christopher French. Im Oktober 2020 gab das Paar bekannt, dass sie ihr erstes Kind erwarten. Am 23. März 2021 kam ihre erste, am 6. September 2024 ihre zweite gemeinsame Tochter zur Welt.

### Karriere

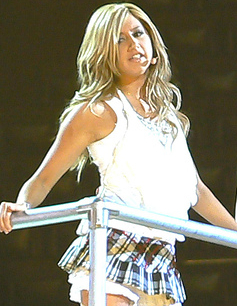
Ashley Tisdale Live (2007)

Ihren ersten Fernsehauftritt hatte Ashley Michelle Tisdale 1997 in der Fernsehserie Smart Guy. Ein Jahr später war sie als Synchronsprecherin für den Zeichentrickfilm Das große Krabbeln tätig. Es folgten einige Episodenauftritte in verschiedenen Fernsehserien, wie Beverly Hills, 90210 und Boston Public. 2001 spielte Ashley Tisdale eine Nebenrolle im Kultfilm Donnie Darko mit Jake Gyllenhaal. Hiernach verstärkte sie ihre Schauspieltätigkeit und war vermehrt in US-amerikanischen Serien wie Strong Medicine: Zwei Ärztinnen wie Feuer und Eis und Malcolm mittendrin zu sehen. Den Durchbruch schaffte Ashley Tisdale 2005 durch ihre Rolle der Maddie Fitzpatrick in der Fernsehserie Hotel Zack & Cody, zusätzlich hatte sie einen Gastauftritt in der Serie Zack & Cody an Bord des Disney Channels. Zu ihren bekanntesten Rollen gehört auch die der Sharpay Evans in der High School Musical-Trilogie, in der sie die verwöhnte und egoistische Zwillingsschwester von Ryan Evans (Lucas Grabeel) spielt.
Ihre Lieder Bop to the Top und What I’ve Been Looking For (beide zusammen mit Lucas Grabeel) kamen im Februar 2006 in die Billboard Hot 100. Beide Lieder stammen aus High School Musical. Ein weiteres Lied ist Kiss the Girl. Am 6. Februar 2007 veröffentlichte Ashley Tisdale ihr erstes Soloalbum namens Headstrong, wovon ihre erste Auskopplung den Titel He Said She Said trug und ihr erster Solo-Charthit war. Am 12. Oktober 2007 hatte Ashley Tisdale ihren ersten Deutschlandauftritt bei Viva und veröffentlichte im selben Monat ihre Debütsingle Be Good to Me auch in Deutschland. Diese enthält ein Sample des Songs Feelgood Lies aus dem Jahr 2003 der No Angels.
Am 12. Juni 2009 erscheint das zweite Soloalbum Guilty Pleasure. Als Vorabsingle wurde Anfang Mai It’s Alright, It’s OK veröffentlicht.
Ihren ersten großen Live-Auftritt in Deutschland hatte Tisdale bei der COMET-Verleihung 2009 in Oberhausen. Darauf folgte der Live-Auftritt bei Wetten, dass..? in Palma de Mallorca, wo sie ihre Single It’s Alright, It’s OK sang.
2008 zählte Tisdale laut dem amerikanischen Forbes Magazine zu den am besten verdienenden Jungschauspielern in Hollywood. Seit diesem Zeitpunkt arbeitete sie ebenfalls als Model für Miniröcke. Zwischen Juni 2007 und Juni 2008 erhielt sie Gagen in Höhe von 5,5 Millionen US-Dollar und rangierte gemeinsam mit Emma Watson hinter Daniel Radcliffe, Miley Cyrus, Mary-Kate und Ashley Olsen, den Jonas Brothers und Zac Efron auf Platz sechs.
Im Oktober 2011 gab Tisdale bekannt, dass sie eine Comedyserie an ABC verkauft hat. In Under Construction wird Tisdale als Hauptdarstellerin und Ko-Produzentin fungieren. Die Serie soll teilweise auf ihrem Leben basieren.
2021 übernahm Tisdale via Motion-Capture eine der Hauptrollen im interaktiven Survival-Horror Videospiel House of Ashes (Teil 3 von The Dark Pictures Anthology).

## Filmografie

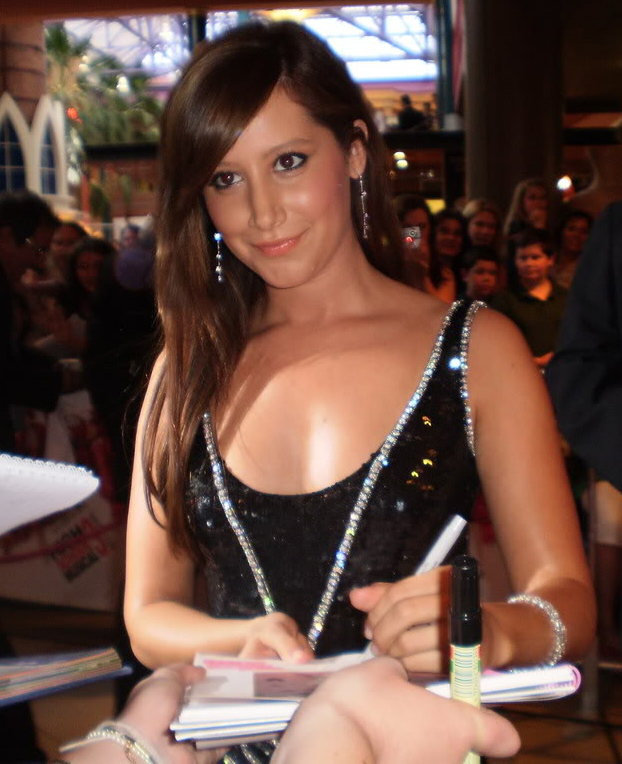
Ashley Tisdale bei der High-School-Musical-3-Premiere (2008)

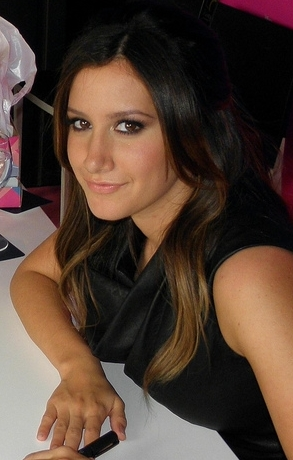
Ashley Tisdale bei der Premiere von Sharpays fabelhafte Welt in Madrid am 23. Mai 2011

### Als Darstellerin
- 1997: Smart Guy (Fernsehserie, Episode 1x06)
- 1997: Eine himmlische Familie (7th Heaven, Fernsehserie, Episode 2x06)
- 2000: Beverly Hills, 90210 (Fernsehserie, Episode 10x15)
- 2000: The Amanda Show (Fernsehserie, 3 Episoden)
- 2000: Movie Stars (Fernsehserie, Episode 2x10)
- 2000: The Geena Davis Show (Fernsehserie, Episode 1x05)
- 2000: Boston Public (Fernsehserie, Episode 1x05)
- 2001: Donnie Darko
- 2001: Nathan’s Choice (Fernsehfilm)
- 2001: Bette (Fernsehserie, Episode 1x14)
- 2001: Noch mal mit Gefühl (Once and Again, Fernsehserie, Episode 2x18)
- 2001: Kate Brasher (Fernsehserie, Episode 1x06)
- 2001: Charmed – Zauberhafte Hexen (Charmed, Fernsehserie, Episode 3x21)
- 2002: Allein unter Nachbarn (The Hughleys, Fernsehserie, 3 Episoden)
- 2002: The Mayor of Oyster Bay
- 2002: Malcolm mittendrin (Malcolm in the Middle, Fernsehserie, Episode 3x20 Jury Duty)
- 2003: Strong Medicine: Zwei Ärztinnen wie Feuer und Eis (Stong Medicine, Fernsehserie, Episode 3x20)
- 2003: Keine Gnade für Dad (Grounded for Life, Fernsehserie, Episode 3x05)
- 2003: Still Standing (Fernsehserie, 4 Episoden)
- 2005–2008: Hotel Zack & Cody (The Suite Life of Zack & Cody, Fernsehserie, 75 Episoden)
- 2006: Hannah Montana (Fernsehserie, Episode 1x12)
- 2006: High School Musical
- 2007: High School Musical 2
- 2007: Girls United: Alles auf Sieg (Bring It On: In It to Win It)
- 2008: Party Date – Per Handy zur großen Liebe (Picture This!)
- 2008: High School Musical 3: Senior Year
- 2009: Die Noobs – Klein aber gemein (Aliens in the Attic)
- 2009: Zack & Cody an Bord (The Suite Life on Deck, Fernsehserie, Episode 1x13)
- 2009: Das Hausbau-Kommando – Trautes Heim, Glück allein (Extreme Makeover Home Edition, Fernsehserie, Episode 7x02)
- 2010–2011: Hellcats (Fernsehserie, 22 Episoden)
- 2011: Sharpay’s fabelhafte Welt (Sharpay’s Fabulous Adventure, Fernsehfilm)
- 2012: Raising Hope (Fernsehserie, 1 Episode)
- 2012: Punk’d (Fernsehserie, 1 Episode)
- 2012: Sons of Anarchy (Fernsehserie, 2 Episoden)
- 2013: Scary Movie 5
- 2013: The Crazy Ones (Fernsehserie, Episode 1x11)
- 2013–2014: Super Fun Night (Fernsehserie, 3 Episoden)
- 2014: Young & Hungry (Fernsehserie, Episode 1x03)
- 2014: Playing It Cool
- 2014–2016: Young & Hungry (Fernsehserie, 3 Episoden)
- 2015: Clipped (Fernsehserie, 10 Episoden)
- 2015: Truth Be Told (Fernsehserie, Episode 1x04)
- 2016: Amateur Night
- 2018: MacGyver (Fernsehserie, Episode 2x13)
- 2019: Merry Happy Whatever (Fernsehserie, 8 Episoden)
- 2019–2020: Carol’s Second Act (Fernsehserie, 17 Episoden)
- 2020: The Dark Pictures Anthology: House of Ashes (Videospiel)

### Als Synchronsprecherin
- 2006: Stimme des Herzens – Whisper of the heart (Mimi o Sumase ba)
- 2007: Kim Possible (Fernsehserie, 4 Episoden)
- 2007–2015: Phineas und Ferb (Fernsehserie, 129 Episoden)
- 2011: Phineas und Ferb: Quer durch die 2. Dimension (Phineas and Ferb: Across the Second Dimension)
- 2013–2014: Sabrina – Verhext nochmal! (Sabrina: Secrets of a Teenage Witch, Fernsehserie, 26 Episoden)
- 2016–2018: Skylanders Academy (Fernsehserie, 38 Episoden)
- 2017: Ginger Snaps (Fernsehserie, 10 Episoden)
- 2018: Prinz Charming Charming (Charming)
- 2020: Phineas und Ferb: Der Film – Candace gegen das Universum (Phineas and Ferb the Movie – Candace Against the Universe)
- 2023: Baby Shark’s Big Movie!

### Als Executive Producerin
- 2008: Party Date – Per Handy zur großen Liebe (Picture This!)
- 2011: Sharpay’s fabelhafte Welt (Sharpay’s Fabulous Adventure, Fernsehfilm)
- 2014: Halfpipe Feeling (Cloud 9, Fernsehfilm)
- 2014: Young & Hungry (Fernsehserie)

Im Deutschen werden Tisdales Rollen hauptsächlich von Esra Vural gesprochen.

## Diskografie
Studioalben

| Jahr | Titel Musiklabel                       | Höchstplatzierung, Gesamtwochen, AuszeichnungChartplatzierungen (Jahr, Titel, Musiklabel, Platzierungen, Wochen, Auszeichnungen, Anmerkungen) | Höchstplatzierung, Gesamtwochen, AuszeichnungChartplatzierungen (Jahr, Titel, Musiklabel, Platzierungen, Wochen, Auszeichnungen, Anmerkungen) | Höchstplatzierung, Gesamtwochen, AuszeichnungChartplatzierungen (Jahr, Titel, Musiklabel, Platzierungen, Wochen, Auszeichnungen, Anmerkungen) | Höchstplatzierung, Gesamtwochen, AuszeichnungChartplatzierungen (Jahr, Titel, Musiklabel, Platzierungen, Wochen, Auszeichnungen, Anmerkungen) | Höchstplatzierung, Gesamtwochen, AuszeichnungChartplatzierungen (Jahr, Titel, Musiklabel, Platzierungen, Wochen, Auszeichnungen, Anmerkungen) | Anmerkungen                                                 |
| Jahr | Titel Musiklabel                       | DE | AT | CH | UK | US | Anmerkungen                                                 |
| ---- | -------------------------------------- | --- | --- | --- | --- | --- | ----------------------------------------------------------- |
| 2007 | Headstrong Warner Music (WMG)          | DE33 (24 Wo.)DE | AT21 (17 Wo.)AT | CH98 (1 Wo.)CH | — | US5 Gold · (33 Wo.)US | Erstveröffentlichung: 6. Februar 2007 Verkäufe: + 1.000.000 |
| 2009 | Guilty Pleasure Warner Music (WMG)     | DE9 (12 Wo.)DE | AT7 (11 Wo.)AT | CH13 (10 Wo.)CH | — | US12 (6 Wo.)US | Erstveröffentlichung: 12. Juni 2009 Verkäufe: + 25.000      |
| 2019 | Symptoms Big Noise Entertainment (BNM) | — | — | — | — | — | Erstveröffentlichung: 3. Mai 2019                           |

## Konzerttouren
- 2006–2007: High School Musical: The Concert (Ashley Tisdale mit High School Musical)
- 2007–2008: Headstrong Tour Across America (Ashley Tisdale)

## Auszeichnungen
Billboard Music Awards
- 2006: „Soundtrack Album of the Year Award“ (mit High School Musical)

Bravo Otto
- 2007: „Silber“ in der Kategorie „Sängerin“
- 2007: „Silber“ in der Kategorie „TV-Star weiblich“

Emmy Award
- 2006: für „Outstanding Children's Program“ (mit High School Musical)

MTV Movie Award
- 2009: für „Best Breakthrough Performance (Weiblich)“ (mit High School Musical 3)[10]

Nickelodeon Kids’ Choice Awards
- Großbritannien
  - 2007: für „Beste TV-Schauspielerin“
- Italien
  - 2007: für „Bester Film“ (High School Musical)
- Australien
  - 2007: für „So Hot Right Now“ (mit High School Musical)

Premios Oye!
- 2007: für „Mejor Artista Revelación Internacional (International Breakthrough Artist)“

Young Artist Award
- 2001: für „Best Performance in a TV Drama Series – Guest Starring Young Actress“ (Boston Public)